# NGC 7646
NGC 7646 is een spiraalvormig sterrenstelsel in het sterrenbeeld Waterman. Het hemelobject werd in 1886 ontdekt door de Amerikaanse astronoom Frank Muller.

## Pseudo supernova
Het noordelijk gedeelte van NGC 7646 toont een betrekkelijk heldere ster die wel eens als en in dit stelsel optredende supernova kan beschouwd worden. In werkelijkheid betreft het echter een voorgrondster die tot het melkwegstelsel behoort, maar die, vanaf de Aarde gezien, zich schijnbaar in het veel verder weg bevindende stelsel vertoont.

## Synoniemen
- IC 5318
- MCG -2-59-15
- IRAS 23215-1208
- PGC 71338